# Pedra dels Sacrificis de Can Cabanyes
La Pedra dels Sacrificis de Can Cabanyes de Llagostera és una pedra amb gravats de cronologia indeterminada de Llagostera (Gironès), inclosa a l'Inventari del Patrimoni Arqueològic i Paleontològic de Catalunya.
És un bloc erràtic de granit que amida 1,20 x 1,15 x 0,70 i es troba en una zona de bosc molt dens d'alzina surera i bruc que ocupa un planell elevat dins la part oriental del Massís de Cadiretes. En la part superior presenta una inscultura de secció en V, d'1,5 cm de gruix, en forma de ramificacions. S'hi sobreposa un altre gravat de secció en U de 3,5 cm de gruix que forma un rectangle de mida gran envoltant el bloc; d'un dels costats del rectangle surt perpendicularment una línia curta que arriba fins a l'extrem del bloc.
A prop de la Pedra dels Sacrificis hi ha una construcció amb blocs de granit que podria tractar-se d'un paradolmen, també un menhir actualment desaparegut (Menhir de Montagut) i un aflorament de roca amb cavitat i gravat (Cova de Can Cabanyes). Els materials arqueològics en superfície són inexistents.
Per arribar-hi, des de la circumval·lació de Llagostera, s'agafa la carretera que va a Sant Grau. A uns 9 km, hi ha una pista que surt a l'esquerra i que arriba a Can Cabanyes. Allà cal endinsar-se al bosc, 50 m en direcció sud.